# ليام ليندسي
ليام ليندسي (بالإنجليزية: Liam Lindsay)‏ (12 أكتوبر 1995 باسكتلندا في المملكة المتحدة - ) هو مدرب كرة قدم ولاعب كرة قدم بريطاني في مركز قلب الدفاع. لعب مع نادي بارتيك ثيسل ونادي ألوا أثليتيك وأردريونيانز.

## وصلات خارجية
- ليام ليندسي على موقع قاعدة بيانات كرة القدم.إي يو (الإنجليزية)
- ليام ليندسي على موقع Soccerbase.com (لاعب) (الإنجليزية)
- ليام ليندسي على موقع Soccerway.com (الإنجليزية)
- ليام ليندسي على موقع عالم كرة القدم.نت (الإنجليزية)

قالب:تشكيلة بريستون نورث ايند